# Bodoni (tipo de letra)

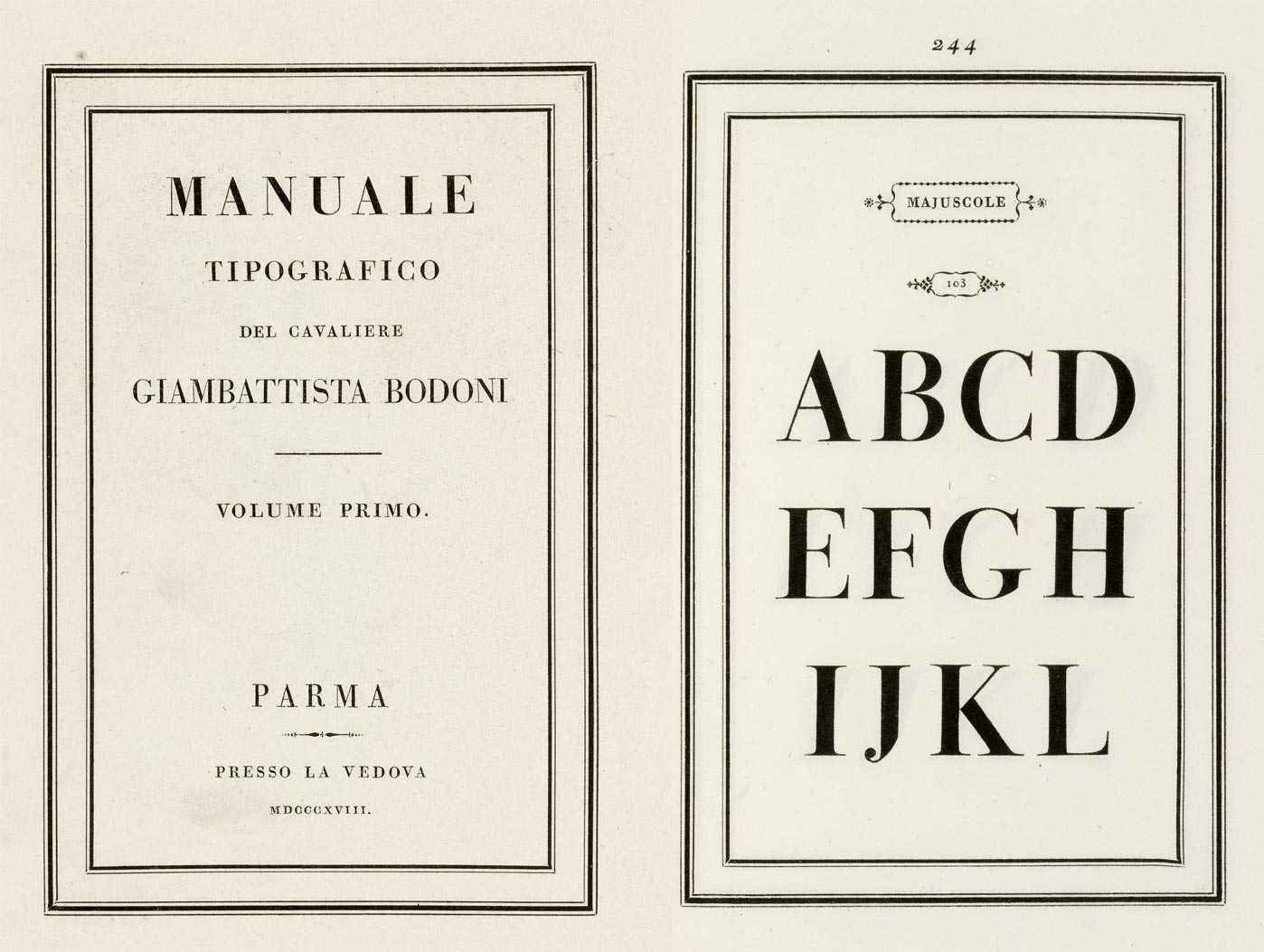
Manual de muestra tipográfica del Manual Tipográfico de 1818 de la prensa de Bodoni, publicado después de su muerte.

Bodoni es el nombre dado a los tipos de letra serifa diseñados por primera vez por Giambattista Bodoni (1740-1813) a fines del siglo XVIII y que con frecuencia han sido vueltos a utilizar desde entonces. Los tipos de Bodoni se clasifican como Didona o moderno. Bodoni siguió las ideas de John Baskerville, tal como se encuentran en el tipo de impresión Baskerville (mayor contraste de trazo que refleja la tecnología de impresión desarrollada y un eje más vertical), pero las llevó a una conclusión más extrema. 

## Historia
Bodoni tuvo una larga carrera y sus diseños cambiaron y variaron, terminando con un tipo de letra de una estructura subyacente ligeramente condensada con serifas planas y sin corchetes, contraste extremo entre trazos gruesos y delgados, y una construcción geométrica general.
La técnica calcográfica de finales del siglo XVIII ya permitían grabar trazos y salientes muy finos, por lo que se pudo llegar a la Bodoni, que permitía un aumento del contraste entre trazos finos y gruesos, remates delgados y rectos y formas más estilizadas. Su aparición desplazó a las tipografías antiguas y supuso la cima de la evolución de las tipografías romanas.
Cuando por primera vez se lanzaron Bodoni y otras fuentes Didonas fueron llamados diseños clásicos por su estructura racional. Sin embargo, estas fuentes no eran versiones actualizadas de los estilos de letras romanas o renacentistas, sino que eran nuevos diseños. Llegaron a ser llamadas fuentes serifa 'modernas'. Desde mediados del siglo XX, también son conocidas como diseños Didona.
Se dice que algunas versiones digitales de Bodoni son difíciles de leer debido al 'deslumbramiento' causado por los trazos alternos gruesos y delgados, particularmente porque los trazos finos son muy delgados en puntos pequeños. Es muy común cuando los tamaños ópticos de la fuente destinados a ser utilizados en tamaños de pantalla se imprimen en tamaño de texto, momento en el cual los trazos finos pueden volverse difíciles de ver. Las versiones de Bodoni que están destinadas a usarse en tamaño de texto son 'Bodoni Old Face', optimizado para 9 puntos, ITC Bodoni 12 (por 12 puntos) e ITC Bodoni 6 (por 6 puntos).
Massimo Vignelli declaró que 'Bodoni es uno de los tipos de letra más elegantes jamás diseñados'. Sobre todo, en el mundo de habla inglesa, los diseños de serifa 'modernos' como los Bodoni se usan más comúnmente en encabezados, visualización y en la impresión de revistas de lujo, que a menudo se hacen en papel de alto brillo que retiene y resalta los detalles nítidos de los trazos finos. En Europa, se usan con mayor frecuencia en el cuerpo del texto.